# Amerikaanse mangrovereiger
De Amerikaanse mangrovereiger (Butorides striata) is een vogel uit de familie van de reigers. De wetenschappelijke naam van de soort werd in 1758 als Ardea striata gepubliceerd door Carl Linnaeus. De soort komt voor in Midden- en Zuid-Amerika. De soort is afgesplitst van het taxon B. atricapilla op grond van in 2023 gepubliceerd fylogenetisch DNA-onderzoek.

## Veldkenmerken
Het verenkleed van de Amerikaanse mangrovereiger is zeer variabel. De vogel is 35 tot 48 cm lang, Het is een vrij kleine reiger. De volwassen Amerikaanse mangrovereiger heeft een grijsblauwe rug, witte onderkant, zwarte pet en gele poten. De jonge vogel is bruiner van kleur en gestreept aan de onderkant.

## Verspreiding en leefgebied
De vogel komt voor in de tropische, subtropische en soms ook gematigde draslanden van Zuid-Amerika van oostelijk Panama tot in Argentinië. Deze reiger heeft de voorkeur voor moerasgebieden met een dichte begroeiing zoals mangrove langs de kusten en dichte moerasbossen langs rivieren en meren, verder wordt deze reiger ook wel aangetroffen in moerassen langs rivieren en kanalen en kunstmatige plassen, zoutvlakten, wadden, koraalriffen, riet- en graslanden.

## Status
BirdLife International beschouwt de andere Butorides-soorten tot één soort. Er is geen aparte status voor deze soort.